# Таблиця Коглена
Табли́ця Коглена застосовується для періодизації енеоліта — мідної доби.
Таблиця виділяє 4 фази освоєння людиною виплавки міді та її застосування для виготовлення знарядь, прикрас та інших виробів.
- Фаза А — холодна та горяча ковка самородків міді,
- фаза Б — отримання міді при нагріванні оксидів (малахит та інші) — процес «оновлення» міді. Відливання у відкритих формах.
- фаза С — виплавка мідної руди у мідяноплавильних печах. Відливання мідяних виробів у закритих формах.
- фаза Д — поява бронзи, сплава міді з оловом або іншими додатками (лігатурою).